# خلل بطاني
في الأمراض الوعائية، فإن الخلل الوظيفي للطبقة البطانية أو الخلل البطاني (بالإنجليزية: Endothelial dysfunction)‏ هي حالة مرضية جهازية تصيب البطانة الغشائية للأوعية الدموية. كما يمكن تعريفها أيضا هو عدم التوازن بين المواد المضيقة والمواد الموسعة للأوعية الدموية التي تؤثر على البطانة الغشائية أو تنتج منها. الوظيفة الطبيعية للخلايا البطانية هي التأثير في تجلط الدم والتصاق الصفيحات الدموية ووظائف مناعية والتحكم في حجم حيز السوائل (العصارة الخلوية والسائل خارج الخلوي) ومحتواه من الإلكتروليتات.